# دانی (بازیکن فوتبال، زاده ۱۹۵۱)
دانیل رویز (دانی) (به اسپانیایی: Daniel Ruiz (Dani)) بازیکن فوتبال اهل اسپانیا است که از سال ۱۹۷۷ تا ۱۹۸۱ میلادی عضو تیم ملی فوتبال اسپانیا بوده و در ۲۵ بازی ملی حضور داشته‌است. او در بازی‌های ملی‌اش ۱۰ گل به ثمر رساند.